# Liste der denkmalgeschützten Objekte in Holzgau
Die Liste der denkmalgeschützten Objekte in Holzgau enthält die 12 denkmalgeschützten, unbeweglichen Objekte der Gemeinde Holzgau.

## Denkmäler
| Foto |                 | Denkmal | Standort                                  | Beschreibung | Metadaten |
| ---- | --------------- | --- | ----------------------------------------- | --- | --- |
| ja   | Datei hochladen | Kapelle hl. Josef HERIS-ID: 59769 Objekt-ID: 71344 TKK: 27917 | neben Holzgau 8 Standort KG: Holzgau      | Die Kapelle des heiligen Josef wurde im Jahr 1706 auf einer Felskuppe errichtet. Der Altar stammt aus der 1. Hälfte des 18. Jahrhunderts. | BDA-Hist.: Q38088687 Status: § 2a Stand der BDA-Liste: 2025-06-30 Name: Kapelle hl. Josef GstNr.: 2478 Chapel hl. Josef, Dürnau |
| ja   | Datei hochladen | Kriegerdenkmal HERIS-ID: 65902 Objekt-ID: 78771 TKK: 27919 | westlich Holzgau 21 Standort KG: Holzgau  | Der westlich des Ortes gelegene schmiedeeisenvergitterte Nischenbildstock wurde um 1950 zum Gedenken an Gefallene und Vermisste beider Weltkriege errichtet. | BDA-Hist.: Q38111947 Status: § 2a Stand der BDA-Liste: 2025-06-30 Name: Kriegerdenkmal GstNr.: 2623 |
| ja   | Datei hochladen | Bauernhaus, Lippa-Franze-Haus HERIS-ID: 39263 Objekt-ID: 38983 TKK: 27901                                                                                             | Holzgau 32 Standort KG: Holzgau           | Der quergeteilte, zweigeschoßige Einhof mit ansitzartiger Erscheinung wurde 1794–1796 erbaut. Der Wohnteil ist mit reicher Fassadenmalerei (Scheinarchitektur, Medaillons mit Heiligendarstellungen, Sonnenuhr) von 1796 versehen, die Josef Anton Köpfle zugeschrieben wird. Der Wirtschaftsteil ist über dem gemauerten Stall in verschalter Ständerbauweise ausgeführt. | BDA-Hist.: Q37988377 Status: Bescheid Stand der BDA-Liste: 2025-06-30 Name: Bauernhaus, Lippa-Franze-Haus GstNr.: 2645/1 Lippa-Franze-Haus |
| ja   | Datei hochladen | Bauernhaus, Doppelhaus mit Nr. 35 HERIS-ID: 39288 Objekt-ID: 39008 | Holzgau 34 Standort KG: Holzgau           | Das traufseitig erschlossene Eckflurhaus weist besonders reiche Portal- und Fensterrahmungen auf. In der Mitte der Fassade ist die Krönung Mariens zu sehen; eine Kartusche oben enthält die Jahreszahl 1786. | BDA-Hist.: Q37988385 Status: Bescheid Stand der BDA-Liste: 2025-06-30 Name: Bauernhaus, Doppelhaus mit Nr. 35 GstNr.: 2596 Museum Holzgau |
| ja   | Datei hochladen | Bauernhaus, Heimatmuseum, Doppelhaus mit Nr. 34 HERIS-ID: 39289 Objekt-ID: 39009                                                                                      | Holzgau 35 Standort KG: Holzgau           | Das traufseitig erschlossene Eckflurhaus weist besonders reiche Portal- und Fensterrahmungen auf. In der Mitte der Fassade ist die Krönung Mariens zu sehen; eine Kartusche oben enthält die Jahreszahl 1786. | BDA-Hist.: Q105644389 Status: Bescheid Stand der BDA-Liste: 2025-06-30 Name: Bauernhaus, Heimatmuseum, Doppelhaus mit Nr. 34 GstNr.: 2595 Museum Holzgau                                                                                                |
| ja   | Datei hochladen | Bauernhaus, Dengeles-Haus HERIS-ID: 39291 Objekt-ID: 39011 TKK: 27893                                                                                                 | Holzgau 49 Standort KG: Holzgau           | Der Einhof mit Mittelflurgrundriss stammt aus der 2. Hälfte des 18. Jahrhunderts, die Fassadenmalerei von Josef Degenhart um 1790. | BDA-Hist.: Q37988406 Status: Bescheid Stand der BDA-Liste: 2025-06-30 Name: Bauernhaus, Dengeles-Haus GstNr.: 2665 Dengeles-Haus, Holzgau |
| ja   | Datei hochladen | Bauernhaus, Adeg-Markt-Hammerle, Geama HERIS-ID: 39292 Objekt-ID: 39012 TKK: 27894                                                                                    | Holzgau 50 Standort KG: Holzgau           | Das Gebäude am Dorfplatz wurde im 17. Jahrhundert vermutlich als Einhof errichtet, im 19. Jahrhundert umgestaltet und im 20. Jahrhundert durch den Umbau zu einem Lebensmittelgeschäft stark verändert. Die Fassaden wurde um 1800 von Josef Anton Köpfle mit Scheinarchitektur bemalt. | BDA-Hist.: Q37988414 Status: Bescheid Stand der BDA-Liste: 2025-06-30 Name: Bauernhaus, Adeg-Markt-Hammerle, Geama GstNr.: 2582 Geama-Haus, Holzgau |
| ja   | Datei hochladen | Kath. Pfarrkirche Unsere Liebe Frau Mariae Himmelfahrt, Friedhof mit Sebastianskapelle u. Kriegerdenkmal HERIS-ID: 55432 Objekt-ID: 64084 TKK: 27926, 27927, 33451, … | gegenüber Holzgau 52 Standort KG: Holzgau | Die Kirche wurde 1860–1863 nach Plänen von Josef von Stadl anstelle bis in das Mittelalter zurückreichender Vorgängerbauten errichtet und 1864 geweiht. An das vierjochige Langhaus mit steilem, schindelgedecktem Satteldach schließen ein eingezogener Rundchor und ein schlanker Südturm mit Giebelspitzhelm an. Die Giebelfassade mit dem Hauptportal ist neuromanisch gestaltet, an der Südseite befindet sich ein Steinportal vom barocken Vorgängerbau. Der weite Saalraum im Inneren weist eine Tonnenwölbung und eine Doppelempore auf Säulen auf. Die Wandgemälde mit Darstellung der Anbetung der Hirten und Anbetung der Könige sowie von Kirchenvätern und Erzengeln wurden 1863 von Johann Kärle geschaffen. Die Ausstattung ist neuromanisch, das Hochaltarbild stammt von Caspar Jele (1863). Die Sebastianskapelle nordöstlich der Pfarrkirche wurde 1487 errichtet und 1822 und 1882 restauriert. Die zweigeschoßige Kapelle mit polygonalem Chor und Giebelreiter weist im Inneren ein Kreuzgratgewölbe über Konsolen, Fresken eines Schwäbischen Malers mit Darstellung der Sebastianslegende um 1490 und Schablonenmalerei von Johann Kärle von 1872/1886 auf. In der kreuzgratgewölbten Unterkapelle wurde eine Lourdesgrotte eingerichtet. | BDA-Hist.: Q15840292 Status: § 2a Stand der BDA-Liste: 2025-06-30 Name: Kath. Pfarrkirche Unsere Liebe Frau Mariae Himmelfahrt, Friedhof mit Sebastianskapelle u. Kriegerdenkmal GstNr.: 2653 Pfarrkirche Unsere Liebe Frau Mariae Himmelfahrt, Holzgau |
| ja   | Datei hochladen | Widum HERIS-ID: 55431 Objekt-ID: 64083 TKK: 27895 | Holzgau 53 Standort KG: Holzgau           | Der quergeteilte, zweigeschoßige Einhof mit Pfettendach wurde vermutlich im 18. Jahrhundert errichtet. Die Fassaden wurden um 1820 von Josef Anton Köpfle mit Scheinarchitektur bemalt. Im Inneren haben sich Räume mit Stuckdecken und Getäfel erhalten. Der Wirtschaftsteil ist in verplankter Ständerbauweise errichtet. | BDA-Hist.: Q38065544 Status: § 2a Stand der BDA-Liste: 2025-06-30 Name: Widum GstNr.: 2652 |
| ja   | Datei hochladen | Bauernhaus HERIS-ID: 39294 Objekt-ID: 39014 TKK: 27914 | Holzgau 111 Standort KG: Holzgau          | Der Einhof aus dem 18. Jahrhundert mit reicher Dekorations- und figuraler Fassadenbemalung aus der Zeit um 1790, wohl von Josef Degenhart aus Telfs, ist mit wenigen Ausnahmen (Wirtschaftsteil und Dach wurden erneuert) in Form und Proportion unverändert erhalten geblieben. Der langgestreckte, zweigeschoßige, quergeteilte Einhof wird von einem mäßig geneigten, mit Dachsteinen gedeckten Pfettendach gedeckt. Der Wohnteil in der südlichen Gebäudehälfte ist auf einem Mauerfundament in ummantelter Blockbauweise errichtet, der Wirtschaftsteil im Norden besteht aus einem gemauerten Stall und einer darüberliegenden Tenne, die im Blockbau gezimmert und mit Brettern senkrecht verschalt ist. Der Stall ist traufseitig erschlossen, die Tenneneinfahrt befindet sich an der nördlichen Giebelseite. Die südliche Eingangsfassade ist symmetrisch fünfachsig gegliedert, während die traufseitigen Fassaden dreiachsig sind. Die wichtigsten Architekturelemente der Fassade sind durch architektonische Bemalung mit dekorativer Verzierung hervorgehoben. | BDA-Hist.: Q37988426 Status: Bescheid Stand der BDA-Liste: 2025-06-30 Name: Bauernhaus GstNr.: 2554 |
| ja   | Datei hochladen | Dreifaltigkeitskapelle, Feldkapelle HERIS-ID: 65896 Objekt-ID: 78765 TKK: 27916                                                                                       | Holzgau Standort KG: Holzgau              | Die Dreifaltigkeitskapelle auf dem Holzgauer Feld wurde im Jahr 1835 aufgrund einer Stiftung errichtet. | BDA-Hist.: Q38111908 Status: § 2a Stand der BDA-Liste: 2025-06-30 Name: Dreifaltigkeitskapelle, Feldkapelle GstNr.: 2755 Dreifaltigkeitskapelle, Holzgau                                                                                                |
| ja   | Datei hochladen | Bildstock, Reut(t)les-Kapelle HERIS-ID: 65901 Objekt-ID: 78770 TKK: 27918                                                                                             | Holzgau Standort KG: Holzgau              | Der gemauerte Bildstock mit vorkragendem schindelgedecktem Satteldach wurde 1953 anstelle eines mindestens seit 1856 bestehenden Vorgängerbaus errichtet. In der schmiedeeisenvergitterten Rundbogennische befindet sich ein Gemälde der Mater dolorosa von Josef Strobel. | BDA-Hist.: Q38111939 Status: § 2a Stand der BDA-Liste: 2025-06-30 Name: Bildstock, Reut(t)les-Kapelle GstNr.: 1376/3 |

## Ehemalige Denkmäler
| Foto |                 | Denkmal                                                               | Standort                        | Beschreibung | Metadaten |
| ---- | --------------- | --------------------------------------------------------------------- | ------------------------------- | --- | --- |
| ja   | Datei hochladen | Bauernhaus, Lippa-Gustave-Haus HERIS-ID: Kein Wert TKK: 27891bis 2010 | Holzgau 42 Standort KG: Holzgau | Das Bauernhaus wurde um 1800 erbaut. Zwischen 2009 und 2010 wurde es abgerissen. Der Denkmalschutz wurde aufgehoben, weil das Gebäude 1940 im Zuge einer Serienunterschutzstellung aufgrund einer Verwechslung unter Schutz gestellt wurde. Davor hatten Gemeinde und Eigentümer das Gebäude schadensfördernd dem Verfall ausgesetzt und letztlich den Abbruch herbeigeführt. | BDA-Hist.: Q125118111 Status: Bescheid Stand der BDA-Liste: 2010-05-28 Name: Bauernhaus, Lippa-Gustave-Haus GstNr.: 2590 |